# Speedway Grand Prix 2024
Speedway Grand Prix v roce 2024 byla již 30. sezóna Speedway Grand Prix. Zahrnovala 11 závodů, které pořádalo 8 zemí (Chorvatsko, Polsko, Česko, Švédsko, Dánsko, Velká Británie, Německo, Lotyšsko).
Promotér šampionátu byl Discovery Sports Events.
Titulu obhájil Bartosz Zmarzlik.

## Doplňující informace

### Sprint
Novinkou sezóny jsou tzv. sprinty. Před kvalifikačními tréninky se jezdci rozlosují do čtyř skupin po čtyřech a nejrychlejší jezdec z každé skupiny postoupí do sprintové jízdy. Vítěz sprintu dostane čtyři body, druhé jezdec dostane 3 body, třetí jezdec dostane 2 body a poslední jezdec dostane 1 bod do celkové klasifikace.
Závody, kde se pojedou sprintové jízdy:
- Warszawa, Polsko
- Cardiff, Velká Británie

### SGP Česko
Před 4. závodem v Praze se zranil Jason Doyle a do závodu nenastoupil a musel ho nahradil Max Fricke. 
Jason Doyle musel předčasně ukončit sezónu právě kvůli zranění, které si přivodil během zápasu v anglické lize.

### SGP Švédsko
Bartosz Zmarzlik v 5. závodě překonal rekord Jasona Crumpa v počtu vyhraných závodů v seriálu SGP. 
(Bartosz Zmarzlik - 24 vyhraných závodů, Jason Crump - 23 vyhraných závodů)

### SGP Polsko – Gorzów
Kvůli zranění z polské Ekstraligy do závodu nenastoupil Andžejs Lebedevs a nahradil ho Maciej Janowski.
V 8. jízdě upadnul na dráhu Tai Woffinden po kontaktu s Kai Huckenbekem a ze závodu odstoupil.

### SGP Velká Británie
Tai Woffinden nenastoupil do závodu kvůli zranění a musel ho nahradit Maciej Janowski.

### SGP Polsko – Wroclaw
Maciej Janowski opět nahradil zraněného Taie Woffindena.

### SGP Lotyšsko
Tai Woffinden byl donucen ze zdravotních důvodů ukončit předčasně sezónu. V závodě ho zastoupil Maciej Janowski.
Mikkel Michelsen po srážce s Bartoszem Zmarzlikem a následném pádu ve 4. jízdě odstoupil ze závodu.

### SGP Dánsko
Bartosz Zmarzlik svým druhým místem v závodě obhájil titul mistra světa. Získal tak třetí titul za sebou a celkově svůj pátý.
Leon Madsen a Mikkel Michelsen kvůli zranění z předešlé Grand Prix do závodu nenastoupili. Místo nich se v závodě objevili Rasmus Jensen a Kim Nilsson.

### SGP Polsko - Toruň
Mikkel Michelsen ukončil sezónu kvůli zranění a v závodě ho nahradil Kim Nilsson.

## Jezdci, kteří jeli SGP 2024
| #   | Jezdec           |                 |
| --- | ---------------- | --------------- |
| 95  | Bartosz Zmarzlik | *               |
| 66  | Fredrik Lindgren | *               |
| 54  | Martin Vaculík   | *               |
| 25  | Jack Holder      | *               |
| 30  | Leon Madsen      | *               |
| 505 | Robert Lambert   | *               |
| 99  | Dan Bewley       | Divoká karta    |
| 69  | Jason Doyle      | Postup z SGP CH |
| 108 | Tai Woffinden    | Divoká karta    |
| 155 | Mikkel Michelsen | Vítěž SEC       |
| 29  | Andžejs Lebedevs | Divoká karta    |
| 744 | Kai Huckenbeck   | Divoká karta    |
| 201 | Jan Kvěch        | Postup z SGP CH |
| 48  | Szymon Woźniak   | Postup z SGP CH |
| 415 | Dominik Kubera   | Divoká karta    |

*udrželi se v TOP6 v minulé sezóně
| #   | Jezdec           |
| --- | ---------------- |
| 46  | Max Fricke       |
| 233 | Kim Nilsson      |
| 71  | Maciej Janowski  |
| 67  | Rasmus Jensen    |
| 22  | Luke Becker      |
| 96  | Dimitri Bergé    |
| 842 | Mateusz Cierniak |

## Kalendář
| Závod | Datum      | Město a stadion                               | Vítěz            | 2. místo         | 3. místo         | 4. místo         |
| ----- | ---------- | --------------------------------------------- | ---------------- | ---------------- | ---------------- | ---------------- |
| 1.    | 28. dubna  | Donji Kraljevec, Chorvatsko Stadion Milenium  | Jack Holder      | Jason Doyle      | Fredrik Lindgren | Bartosz Zmarzlik |
| 2.    | 11. května | Warszawa, Polsko Stadion Narodowy             | Jason Doyle      | Bartosz Zmarzlik | Robert Lambert   | Martin Vaculík   |
| 3.    | 18. května | Landshut, Německo Ellermühle Speedway Stadion | Mikkel Michelsen | Bartosz Zmarzlik | Jack Holder      | Dominik Kubera   |
| 4.    | 1. června  | Praha, Česko Stadion Markéta                  | Martin Vaculík   | Fredrik Lindgren | Bartosz Zmarzlik | Dominik Kubera   |
| 5.    | 15. června | Målilla, Švédsko Skrotfrag Arena              | Bartosz Zmarzlik | Max Fricke       | Robert Lambert   | Jack Holder      |
| 6.    | 29. června | Gorzow, Polsko Stadion Edwarda Jancarza       | Fredrik Lindgren | Bartosz Zmarzlik | Mikkel Michelsen | Leon Madsen      |
| 7.    | 17. srpna  | Cardiff, Velká Británie Principality Stadium  | Dan Bewley       | Robert Lambert   | Fredrik Lindgren | Dominik Kubera   |
| 8.    | 31. srpna  | Wroclaw, Polsko Stadion Olimpijski            | Martin Vaculík   | Fredrik Lindgren | Robert Lambert   | Mikkel Michelsen |
| 9.    | 7. září    | Riga, Lotyšsko Riga Speedway Stadion          | Bartosz Zmarzlik | Fredrik Lindgren | Dan Bewley       | Max Fricke       |
| 10.   | 14. září   | Vojens, Dánsko Vojens Speedway Center         | Robert Lambert   | Bartosz Zmarzlik | Maciej Janowski  | Andžejs Lebedevs |
| 11.   | 28. září   | Toruň, Polsko MotoArena                       | Bartosz Zmarzlik | Leon Madsen      | Dan Bewley       | Fredrik Lindgren |

## Konečné pořadí
| Poz.             | Jezdec              | CRO | POL | GER | CZE | SWE | POL | GBR | POL | LAT | DEN | POL | Body |
| Zlatá medaile    | Bartosz Zmarzlik    | 14  | 18  | 18  | 16  | 20  | 18  | 7   | 10  | 20  | 18  | 20  | 179  |
| Stříbrná medaile | Robert Lambert      | 12  | 17  | 12  | 12  | 16  | 3   | 18  | 16  | 11  | 20  | 7   | 144  |
| Bronzová medaile | Fredrik Lindgren    | 16  | 7   | 3   | 18  | 8   | 20  | 16  | 18  | 18  | 3   | 14  | 141  |
| 4.               | Dan Bewley          | 3   | 15  | 10  | 5   | 9   | 7   | 24  | 11  | 16  | 11  | 16  | 127  |
| 5.               | Martin Vaculík      | 7   | 14  | 6   | 20  | 6   | 12  | 10  | 20  | 7   | 12  | 8   | 122  |
| 6.               | Jack Holder         | 20  | 12  | 16  | 6   | 14  | 9   | 10  | 6   | 2   | 2   | 9   | 106  |
| 7.               | Mikkel Michelsen    | 8   | 8   | 20  | 11  | 12  | 16  | 12  | 14  | 0   | x   | x   | 101  |
| 8.               | Dominik Kubera      | 9   | 2   | 14  | 14  | 11  | 4   | 14  | 5   | 5   | 10  | 10  | 98   |
| 9.               | Leon Madsen         | 10  | 4   | 11  | 7   | 5   | 14  | 9   | 7   | 9   | x   | 18  | 94   |
| 10.              | Andžejs Lebedevs    | 4   | 5   | 4   | 9   | 10  | x   | 11  | 8   | 10  | 14  | 4   | 79   |
| 11.              | Max Fricke          | -   | -   | -   | 10  | 18  | 5   | 5   | 4   | 14  | 8   | 5   | 69   |
| 12.              | Kai Huckenbeck      | 11  | 9   | 5   | 2   | 3   | 11  | 2   | 3   | 8   | 4   | 3   | 61   |
| 13.              | Szymon Woźniak      | 6   | 10  | 8   | 8   | 7   | 10  | 1   | 1   | 4   | 1   | 2   | 58   |
| 14.              | Maciej Janowski     | -   | -   | -   | -   | -   | 1   | 8   | 9   | 12  | 16  | 6   | 52   |
| 15.              | Jan Kvěch           | 5   | 4   | 1   | 3   | 2   | 8   | 5   | 2   | 6   | 5   | 11  | 52   |
| 16.              | Jason Doyle         | 18  | 20  | 9   | x   | x   | x   | x   | x   | x   | x   | x   | 47   |
| 17.              | Patryk Dudek        | -   | -   | -   | -   | -   | -   | -   | 12  | -   | -   | 12  | 24   |
| 18.              | Tai Woffinden       | 1   | 8   | 7   | 1   | 4   | 2   | x   | x   | x   | x   | x   | 23   |
| 19.              | Rasmus Jensen       | -   | -   | -   | -   | -   | -   | -   | -   | -   | 9   | -   | 9    |
| 20.              | Kim Nilsson         | -   | -   | -   | -   | 1   | -   | -   | -   | -   | 6   | 1   | 8    |
| 21.              | Anders Thomsen      | -   | -   | -   | -   | -   | -   | -   | -   | -   | 7   | -   | 7    |
| 22.              | Oskar Fajfer        | -   | -   | -   | -   | -   | 6   | -   | -   | -   | -   | -   | 6    |
| 23.              | Tom Brennan         | -   | -   | -   | -   | -   | -   | 4   | -   | -   | -   | -   | 4    |
| 24.              | Václav Milík        | -   | -   | -   | 4   | -   | -   | -   | -   | -   | -   | -   | 4    |
| 25.              | Daniils Kolodinskis | -   | -   | -   | -   | -   | -   | -   | -   | 3   | -   | -   | 3    |
| 26.              | Mateusz Cierniak    | -   | 3   | -   | -   | -   | -   | -   | -   | -   | -   | -   | 3    |
| 27.              | Matej Žagar         | 2   | -   | -   | -   | -   | -   | -   | -   | -   | -   | -   | 2    |
| 28.              | Norick Blodörn      | -   | -   | 2   | -   | -   | -   | -   | -   | -   | -   | -   | 2    |
| 29.              | Francis Gusts       | -   | -   | -   | -   | -   | -   | -   | -   | 1   | -   | -   | 1    |
| 30.              | Martin Smolinski    | -   | -   | 0   | -   | -   | -   | -   | -   | -   | -   | -   | 0    |
| 31.              | Bartek Kowalski     | -   | 0   | -   | -   | -   | -   | -   | -   | -   | -   | -   | 0    |
| 32.              | Erik Riss           | -   | -   | 0   | -   | -   | -   | -   | -   | -   | -   | -   | 0    |
| 33.              | Ricards Ansviesulis | -   | -   | -   | -   | -   | -   | -   | -   | 0   | -   | -   | 0    |
| 34.              | Jakub Miśkowiak     | -   | -   | -   | -   | -   | 0   | -   | -   | -   | -   | -   | 0    |
| 35.              | Oskar Paluch        | -   | -   | -   | -   | -   | 0   | -   | -   | -   | -   | -   | 0    |
| ---------------- | ------------------- | --- | --- | --- | --- | --- | --- | --- | --- | --- | --- | --- | ---- |

| Jezdec         | Body |
| -------------- | ---- |
| Daniel Bewley  | 4    |
| Leon Madsen    | 3    |
| Tai Woffinden  | 2    |
| Robert Lambert | 1    |

| Jezdec         | Body |
| -------------- | ---- |
| Daniel Bewley  | 4    |
| Leon Madsen    | 3    |
| Jan Kvěch      | 2    |
| Martin Vaculík | 1    |